# محمد تهمي
محمد تهمي سياسي جزائري، شغل منصب وزير الرياضة بحكومة سلال الثالثة.

## المناصب التي تقلدها
- وزير الرياضة بحكومة سلال الثالثة.[3]
- وزير الشباب والرياضة بحكومة سلال الثانية.[4]